# Sei Ashina
Sei Ashina (芦名星) (Fukushima, 22 de novembro de 1983 – Tóquio, 14 de setembro de 2020) foi uma atriz japonesa.

## Morte
Ashina foi encontrada morta na manhã de 14 de setembro de 2020 no seu apartamento em Tóquio. A polícia da cidade e a agência da atriz disseram que ela cometeu suicídio.

## Filmografia

### Filmes
| Ano  | Título original                          | Título em português              | Papel             | Observações |
| 2004 | Koibone                                  |                                  |                   |             |
| 2005 | Kamen Rider Hibiki to Shichinin no Senki |                                  | Hime              | Douji (Voz) |
| 2007 | Tatoe Sekaiga Owattemo                   |                                  |                   |             |
| 2007 | MAYU                                     |                                  |                   |             |
| 2007 | Silk                                     | Paixão Proibida (Br) / Seda (Pt) | A Garota sem nome |             |
| 2009 | Kamogawa Horumo                          |                                  | Kyoko Sawara      |             |
| 2009 | Kamui                                    | A Lenda de Kamui (Br)            | Mikumo            |             |
| 2009 | Akumu no Elevator                        |                                  |                   |             |
| 2010 | Kazura                                   |                                  |                   |             |
| 2010 | Saru Lock                                |                                  |                   |             |
| 2010 | Neko Taxi the Movie                      |                                  |                   |             |
| 2010 | Nanase Futatabi: The Movie               |                                  |                   |             |
| 2010 | King Game                                |                                  |                   |             |
| 2010 | Nanase Futatabi                          |                                  |                   |             |
| 2011 | Hard Romanticker                         |                                  | Natsuko           |             |
| 2011 | Untitled Minato Kanae Drama              |                                  |                   |             |
| 2011 | Genji Monogatari: Sennen no Nazo         |                                  | Yugao             |             |
| 2012 | Love Police                              |                                  | Yugao             |             |
| 2013 | Kanryu                                   |                                  | Nami Maekawa      |             |
| 2013 | ST Keishicho Kagaku Tokusouhan           |                                  | Yuki Midori       |             |
| 2013 | Specialist                               |                                  | Yuiko Matsubara   |             |
| 2013 | Warau Kyoto                              |                                  |                   |             |
| 2013 | Hameln                                   |                                  |                   |             |
| 2013 | Katsuo                                   |                                  |                   |             |
| 2014 | Specialist 2                             |                                  | Yuiko Matsubara   |             |

### Televisão
| Ano  | Título original              | Título em português | Papel            | Observações       |
| 2003 | Stand Up!!                   |                     | Mio Uehara       | TBS               |
| 2004 | Dollhouse                    |                     |                  | TBS               |
| 2007 | Broccoli                     |                     |                  | Fuji TV           |
| 2007 | Tsubasa no Oreta Tenshitachi |                     |                  | Fuji TV, ep4      |
| 2007 | Swan no Baka                 |                     | Ayana Kazuki     | Fuji TV           |
| 2007 | Teki wa Honnoji ni Ari       |                     | Akane            | TV Asahi          |
| 2008 | Je t'aime                    |                     | Yuka Murakami    | BS Fuji           |
| 2008 | Real Clothes                 |                     | Natsuko Mori     | Fuji TV           |
| 2008 | Giragira                     |                     | Yuna             | RV Asahi          |
| 2008 | Bloody Monday                |                     | Kaoru Minami     | TBS               |
| 2009 | Saru Lock                    |                     | Ritsuko Mizuhara | NTV               |
| 2009 | Untouchable                  |                     | Misuzu Makise    | TV Asahi          |
| 2011 | Barairo no Seisen            |                     | Sara Nakanishi   | TV Asahi          |
| 2011 | Sengyo Shufu Tantei          |                     | Tokura Motoko    | TBS, ep. 1-5, 7-9 |
| 2012 | Kaitakushatachi              |                     | Umeko Konno      | NHK               |
| 2012 | Cleopatra na Onnatachi       |                     | Miwa             | NTV               |
| 2012 | Tsugunai                     |                     | Yuko Hota        | NHK               |
| 2012 | Somato Kabushiki Gaisha      |                     | Yuko Hota        | TBS, ep.9         |
| 2013 | Yae no Sakura                |                     | Yukiko Jinbo     | NHK               |
| 2013 | Nobunaga no Chef             |                     | Kaede            | TV Asahi          |
| 2013 | Kyumei Byoto 24 Ji           |                     | Sayaka           | Fuji TV, 3º temp. |
| 2013 | Kurokochi                    |                     | Yaeko Madarame   | TBS               |

### Tokusatsu
| Ano  | Título original         | Título em português | Papel | Observações           |
| 2005 | Kamen Rider Hibiki      |                     | Hime  | Douji (Voz)/ TV Asahi |
| 2010 | Kodai Shojotai Dogoon V |                     |       |                       |